# Limnotrephes
Limnotrephes is een geslacht van wantsen uit de familie van de Helotrephidae. Het geslacht werd voor het eerst wetenschappelijk beschreven door Esaki & China in 1928.

## Soorten
Het genus bevat de volgende soorten:

- Limnotrephes campbelli Esaki & China, 1928
- Limnotrephes ceylonensis Papácek & Zettel, 2003
- Limnotrephes stuckenbergi Poisson, 1950